# Chillum
Chillum är ett rökdon som används av munkar inom den indiska Sadhukulturen, men har under senare tid även fått stor spridning bland cannabisrökare.
En chillum består av ett rakt rör i keramik, finns även i sten och trä, men den ursprungliga metoden är att göra dem i keramik. 